# Oschadbank
Ochtchadbank, anglicisé Oschadbank, fondé le 31 décembre 1991, est une banque ukrainienne étatique, dont le siège est situé à Kiev. Son nom Ощадбанк signifiant banque d'épargne.

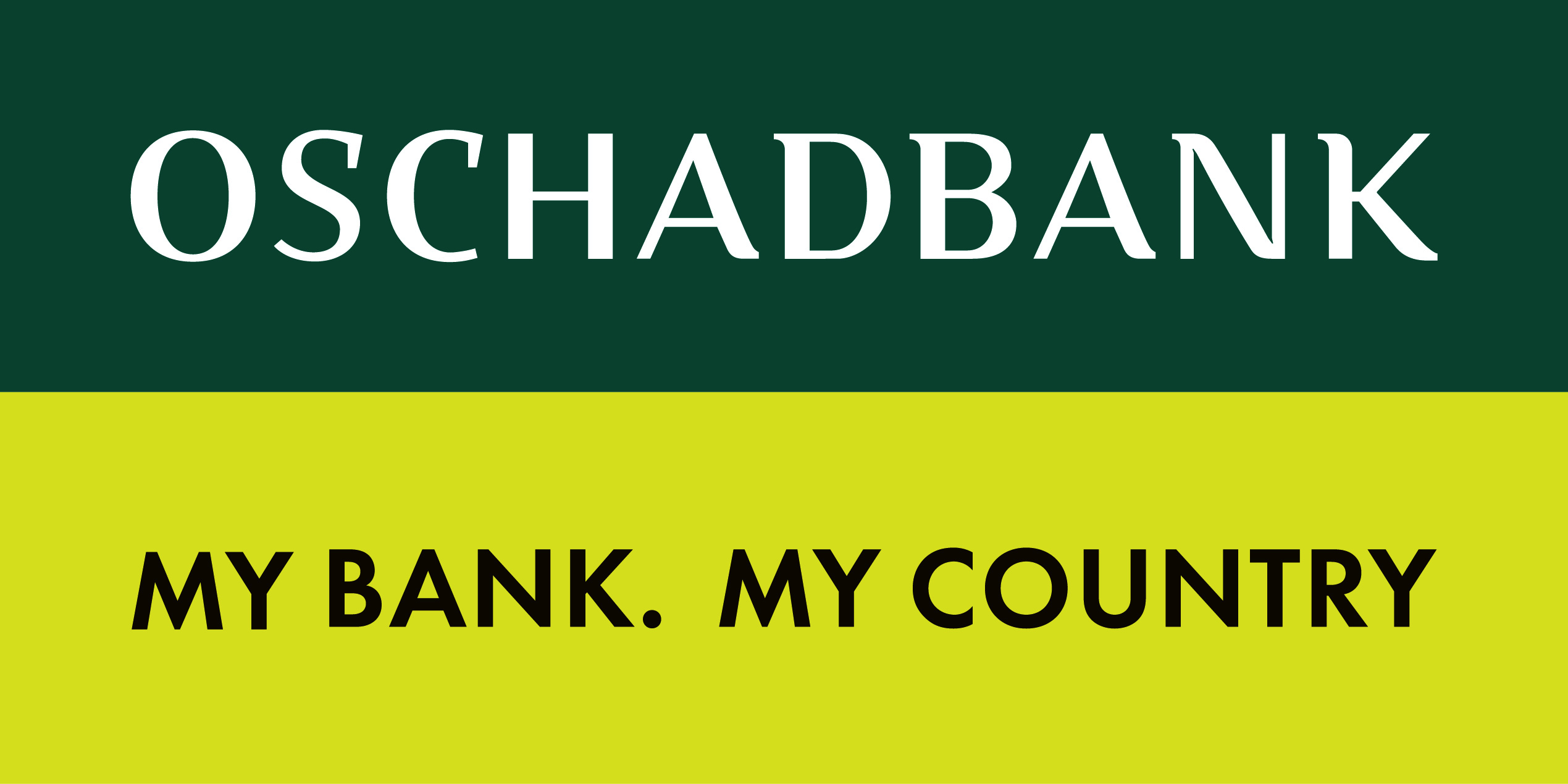
Logotype en anglais.